# Ormyromorpha trifasciatipennis
Ormyromorpha trifasciatipennis är en stekelart som beskrevs av Girault 1913. Ormyromorpha trifasciatipennis ingår i släktet Ormyromorpha och familjen puppglanssteklar. Inga underarter finns listade i Catalogue of Life.